# Allocosa pylora
Allocosa pylora är en spindelart som beskrevs av Chamberlin 1925. Allocosa pylora ingår i släktet Allocosa och familjen vargspindlar. Inga underarter finns listade i Catalogue of Life.